# Muren och böckerna
"Muren och böckerna" är en dikt av Evert Taube (tillägnad Lars Forssell) som först publicerades i diktsamlingen Septentrion år 1958. Dikten handlar om kejsaren Qin Shi Huangdis byggande av den kinesiska muren och bokbränningen av alla böcker i Kina. Dikten är inspirerad av essän La muralla y los libros (1934) av Jorge Luis Borges.

## Textexempel
Första strofen lyder:

Det var Chi Hoang Ti, 

kung av Tsin,

som lät bygga den kinesiska muren

och bränna alla böcker i Kina.

Detta hände på Hannibals tid,

innan Jesus var född.

Taube ger som en not att "man föreställer sig obligat kinesisk luta och ett postludium  poco a poco  morendo".

## Inspelningar
Taube reciterar dikten till musik av Ulf Björlin på en inspelning gjord 1960 och utgiven på en EP-skiva med titeln "Kinesiska muren". Inspelningen återfinns sedan på en LP publicerad 1960. På hyllningskivan Taube från 1990 gjordes en version av Bodil Malmsten och Eva Dahlgren.